# Відкритий чемпіонат США з тенісу 1979
Відкритий чемпіонат США з тенісу 1979 проходив з 28 серпня по 9 вересня 1979 року на відкртих кортах Національного тенісного центру Асоціації тенісу США у парку Флашинг-Медоуз у районі Нью-Йорка Квінз. Це був третій турнір Великого шолома календарного року. 

## Огляд подій та досягнень
У чоловіків Джон Макінрой виграв свій перший титул Великого шолома. Джон Макінрой переміг також у парному розряді, граючи з Пітером Флемінгом.
У жінок теж тріумфувала нова постать у боротьбі за мейджори. Трейсі Остін виграла національний чемпіонат у віці 16 років та 9 місяців.
Австралійка Венді Тернбулл виграла свій третій парний титул Великого шолома й перший титул чемпіонки США в парній грі, а її партнерка, нідерландка Бетті Стеве здобула третій парний титул у США і шостий (останній) титул Великого шолома загалом.

## Результати фінальних матчів

### Дорослі
| Одиночний розряд. Чоловіки Детальніше |                                     |               |
| Джон Макінрой                         | Вітас Ґерулайтіс                    | 7–5, 6–3, 6–3 |
|                                       |                                     |               |
| Одиночний розряд. Жінки Детальніше    |                                     |               |
| Трейсі Остін                          | Кріс Еверт                          | 6–4, 6–3      |
|                                       |                                     |               |
| Парний розряд. Чоловіки Детальніше    |                                     |               |
| Джон Макінрой Пітер Флемінг           | Боб Лутц Стен Сміт                  | 6–2, 6–4      |
|                                       |                                     |               |
| Парний розряд. Жінки Детальніше       |                                     |               |
| Бетті Стеве Венді Тернбулл            | Біллі Джин Кінг Мартіна Навратілова | 7–5, 6–3      |
|                                       |                                     |               |
| Мікст Детальніше                      |                                     |               |
| Грір Стівенс Боб Г'юїтт               | Бетті Стеве Фрю Макміллан           | 6–3, 7–5      |
|                                       |                                     |               |